# Автошлях О 020304
Автошля́х О 020304 — автомобільний шлях довжиною 39 км, обласна дорога місцевого значення в Вінницькій області. Пролягає по Вінницькому району від смт Вороновиця через Немирів до міста Іллінці.